# EOLE (fusée)
Pour les articles homonymes, voir Éole (homonymie).
EOLE est un prototype de missile balistique développé par l'officier d'artillerie français Jean-Jacques Barré entre 1946 et 1952.

## Précédents
Entre 1927 et 1933, Jean-Jacques Barré, un officier d'artillerie, avait réalisé des recherches sur les fusées à titre privé avec le pionnier français de l'astronautique Robert Esnault-Pelterie. Il avait poursuivi celles-ci, à compter de 1935, sous contrat du ministère de la Guerre. 
Au début de la Seconde Guerre mondiale, ses travaux portent sur un obus-fusée engin antiaérien propulsé non guidé de 16 kg. Après la défaite française, il poursuit ses recherches en zone libre sur l'EA-41 (Engin autopropulsé modèle 1941) : cette fusée de 100 kg longue de 3,13 m pour 26 cm de diamètre devait pouvoir envoyer une charge de 25 kg à 100 km. Elle utilise un moteur-fusée consommant de l'oxygène liquide et de l'éther de pétrole mis sous pression par de l'azote et fournissant une poussée d'une tonne.
Interrompus par l'évolution du conflit, les essais de la fusée sont repris en 1945 et 1946 avec un succès mitigé (3 succès partiels sur 7 essais),.

## Développement
En 1946, Jean-Jacques Barré intègre le LRBA tout juste créé et entame le développement d'un prototype de missile balistique pouvant envoyer une charge de 300 kg à 1 000 km de distance. 
La fusée baptisée EOLE (Engin fonctionnant à l'Oxygène Liquide et à l'Ether de pétrole) reprend les caractéristiques de l'EA 41 mais mesure 11 mètres de long pour 80 cm de diamètre et une masse de 3,4 tonnes. Après l'explosion d'un exemplaire durant un essai au banc, l'éther de pétrole est remplacé par l'alcool éthylique. Des essais au banc ont lieu entre 1950 et 1952. Barré constate alors que la fusée, qui doit être tirée depuis une rampe de 21 mètres, ne peut pas atteindre une vitesse suffisante pour être stable au décollage. 
En attendant la mise au point d'une solution (propulseurs d'appoint au décollage…), deux tirs sont réalisés à Hammaguir en novembre 1952 avec une fusée allégée (le plein d'ergols n'a pas été fait) mais les deux tentatives se soldent par des échecs à la suite de la destruction des empennages au moment du franchissement du mur du son. Le projet est arrêté en décembre 1952 mettant fin pour un certain temps à l'utilisation par l'astronautique française des ergols cryogéniques.